# Jeanne de Bellem
Jeanne de Bellem, née Jeanne ou Marie-Thérèse Pinaut, le 1er mars 1734 à Namur et morte à Amsterdam le 12 octobre 1805, est une des protagonistes de la révolution brabançonne. Encensée par les uns, décriée par les autres, elle fut qualifiée de Pompadour des Pays-Bas ou d'Aspasie brabançonne. Elle est connue pour avoir été la maîtresse attitrée, la confidente et la conseillère d'un des tribuns les plus illustres de la révolution, Henri van der Noot et un personnage influent lors de l'éphémère épisode des États belgiques unis.

## Éléments biographiques

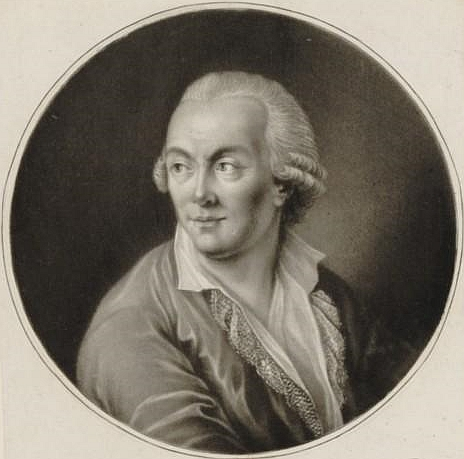
Henri van der Noot en 1790.

Jeanne Pinaut est née à Namur ou dans ses faubourgs, le 1er mars 1734,,,. Son père, Jacques est savetier et sa mère, Marianne Latrouille décède assez précocement. Jeanne vit seule avec son père. Ce dernier ayant perdu la vue, ils sont contraints de vivre de la charité publique en mendiant leur pitance dans les rues de Namur. Vers 1751, Jacques Lapineau meurt, Jeanne est désormais orpheline, elle a dix-sept ans.
C'est à cette époque qu'elle s'établit à Bruxelles où elle est tout d'abord serveuse dans un estaminet puis servante, femme de chambre. Une littérature pamphlétaire, prompte à vouloir la doter d'un passé de gourgandine, la fera évoluer à cette époque dans le milieu de la prostitution. Quoi qu'il en fut, Frans van Kalken, plus prudent, signale qu'elle « se lance à corps perdu dans la vie galante » à cette époque.
Elle entre, en 1753, au service de Monsieur de Quenonville, alors âgé de soixante ans. Veuf, il vit avec son fils et sa fille, il leur présente sous le nom de Mademoiselle de Bellem, une orpheline de bonne famille vivant dans la détresse. Le 30 octobre 1766, à Bruxelles (Sainte-Gudule), un enfant de Marie Thérèse Augustine Josèphe De Bellem dite Pinaut, est baptisé sous le nom de Paul Ignace Guillaume Joseph Overbecque ou Overbeque ; le père étant, d'après les déclarations faites durant l'accouchement par la mère au chirurgien Paul Ignace Germain résidant rue de la Madeleine, un certain Guillaume François Overbeque, un homme célibataire comme le précisera l'acte d'inhumation de l'enfant. En effet, l'enfant ne vivra pas et fut inhumé (paroisse Sainte-Gudule), âgé de dix jours, le 11 novembre 1766. L'historien Frans van Kalken attribue la paternité de cet enfant au vicomte de Quenonville fils, qui portait les prénoms de Guillaume-François.

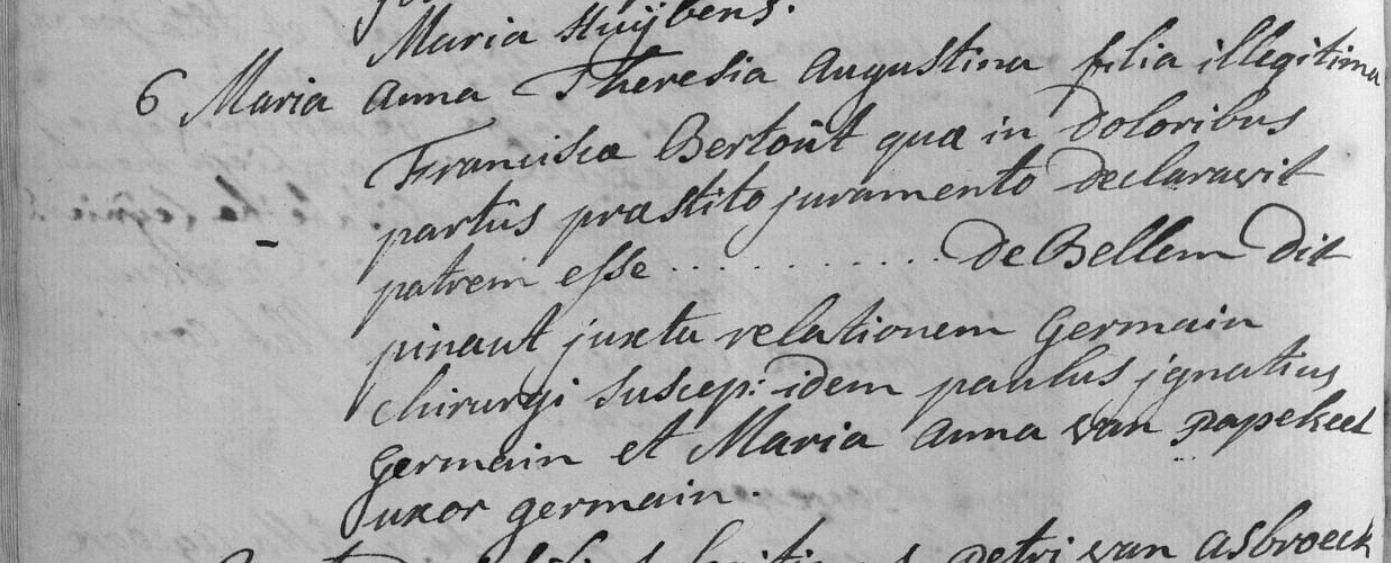
Acte de baptême de Marianne de Bellem dit Pinaut, Cathédrale Saints-Michel-et-Gudule de Bruxelles, 6 octobre 1767. « 6 Maria Anna Theresia Augustina filia illegitima Franciscæ Bertoût quæ in doloribus partûs præstito juramento declaravit patrem esse............... de Bellem dit pinaut juxta relationem Germain chirurgi. suscep(erunt) idem paulus jgnatius Germain et Maria Anna Van Papekeel uxor Germain. (Traduction : « Le 6. Marie Anne Thérèse Augustine fille illégitime de Françoise Bertoût qui dans les douleurs de l'enfantement a déclaré sous serment que le père est ............... de Bellem dit Pinaut selon la relation du chirurgien Germain. L'ont tenue sur les fonts baptismaux le même Paul Ignace Germain et Marie Anne Van Papekeel épouse Germain ». Selon Frans van Kalken, d'après l'acte de baptême elle est la fille illégitime de Françoise Bertout et d'un ... De Bellem, dit Pinaut ! Or, Jeanne n'avait pas de frère. Il s'agit donc ici d'un texte maquillé, de la transformation volontaire ou involontaire d'un nom de femme en nom d'homme, et vice versa ».

C'est à cette époque que Jeanne tombe à nouveau rapidement enceinte. Le père l'installe alors dans une petite maison derrière l'église Notre-Dame du Finistère. Le 6 octobre 1767, elle met au monde une fille, Marianne de Bellem. Jeanne se fera désormais appeler Madame de Bellem. Le père de Quenonville meurt et la relation de Jeanne avec le fils tourne court. En face de chez elle habite l'Amman de Bruxelles van der Noot. Henri van der Noot, le fils, ayant terminé sa formation en droit à l'Université de Louvain rentre chez son père qui meurt un peu plus tard. Une idylle se noue entre Jeanne et ce fils promis à un avenir brillant puisqu'il sera l'un des promoteurs et des « tribuns les plus fougueux » de la révolution brabançonne qui se déroulera de 1787 à 1790 et conduira à l'instauration des États belgiques unis. À son contact, Jeanne « devint sage et vécut bourgeoisement entre sa fille Marianne et son « cher Henri » ». Elle soutient son compagnon et devient pour ainsi dire le chef de cabinet de celui qu'elle considérait être « le sauveur, le libérateur de la Patrie ».
Elle sert également d'intermédiaire à de nombreux bourgeois qui souhaitent lui communiquer des informations sans avoir pour autant à s'afficher publiquement avec van der Noot,. À ses nombreux admirateurs, elle répondait, en s'excusant de la médiocrité de son écriture qui ressemblait, à ses dires, à des gribouillages de chat et de la pauvreté de ses idées. Elle disait volontiers qu'elle n'était qu'une femme.
C'est que le couple van der Noot-de Bellem entend s'opposer vivement aux Pays-Bas autrichiens, lui par ses violentes diatribes à l'encontre de Joseph II, elle par ses pamphlets contre le régime impérial. Sous le manteau, ses vers acides circulent : « Peuple Belgique / cour tyranique / faisons comme l’Amérique ». Jeanne, « femme de goût ayant une plume vive et spirituelle », ne tarde pas à déranger l'ordre établi qui l'arrêtera à deux reprises pour ses positions séditieuses. Ces arrestations lui valent un important soutien populaire. Henri Van der Noot est quant à lui contraint à un exil en Angleterre pour échapper aux poursuites tandis que Jeanne s'exile à Bréda avec le comité révolutionnaire (comité de Bréda).

### Arrestations

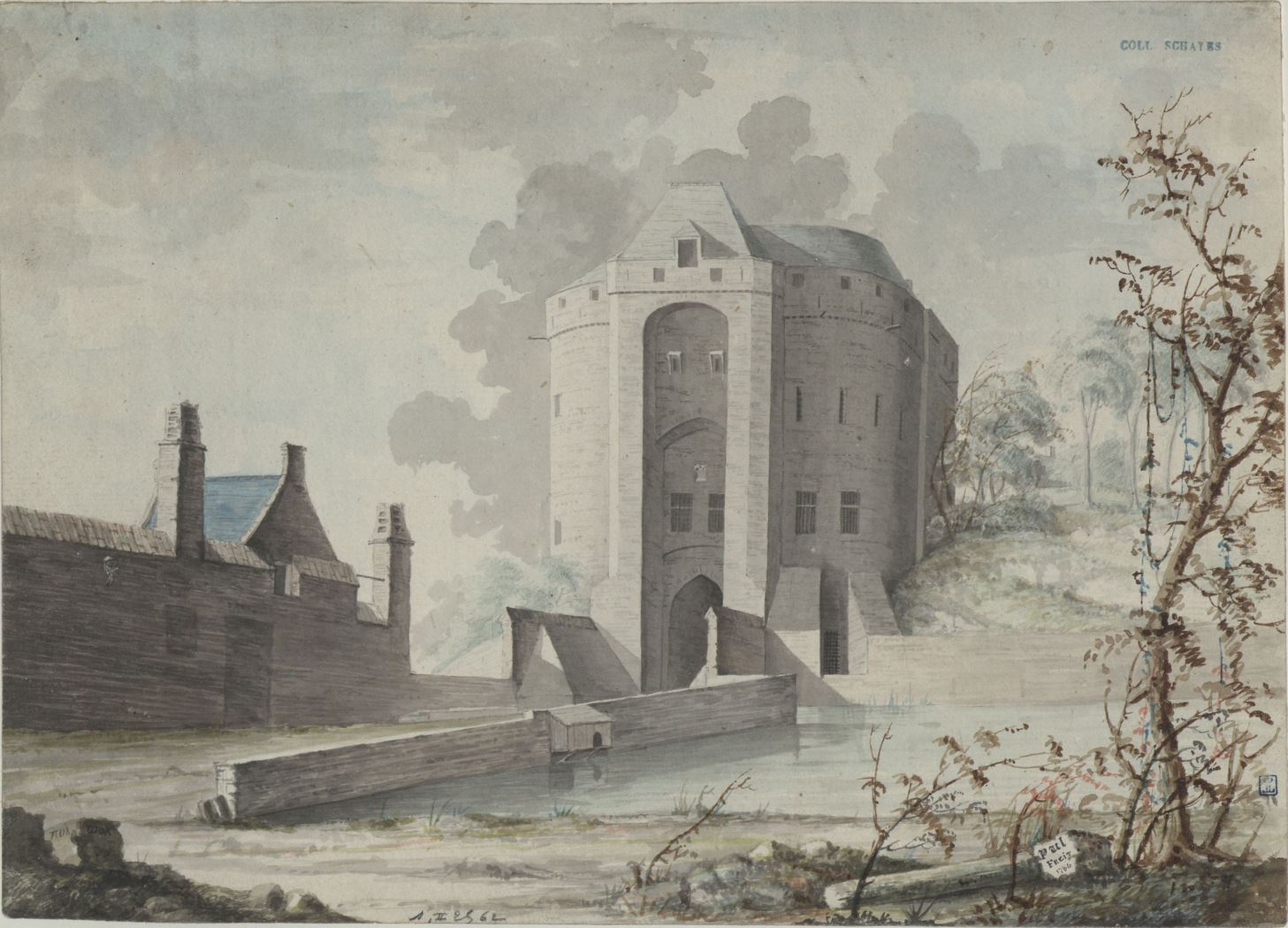
La Porte de Halle en 1786 par Paul Vitzthumb.

Sa première arrestation se déroule en avril 1788 à la suite d'une imprudence et lui vaut plusieurs mois de détention préventive à la prison de la Porte de Halle à Bruxelles mais son avocat parvient à la faire libérer pour vice de procédure et en invoquant également les conditions de détention sévères de sa cliente et son état de santé. Elle est relaxée le 3 décembre 1788. De retour aux affaires, sa verve est intacte et son soutien envers Henri, parti en exil à l'été 1788, inamovible. En février 1789, elle est à nouveau arrêtée, étant suspectée d'être l'auteure d'une nouvelle satire. Elle est gardée à vue à la prison de la Porte de Laeken et est relaxée faute de preuve, le 20 juin 1789, dans une ville au bord de l'insurrection contre le gouvernement impérial ,.

### Des heures de gloire à l'exil
Fin octobre 1789, les troupes impériales sont défaites lors de la bataille de Turnhout et les Pays-Bas autrichiens se séparent du Saint-Empire ; le 16 décembre 1789, Henri van der Noot et sa compagne rentrent à Bruxelles qu'ils traversent à bord d'une calèche découverte, escortés par le comité de Bréda et les milices bourgeoises, sous les ovations de la foule. Le clergé reçoit les révolutionnaires sur le parvis de l'église Saint-Michel. En leur honneur, on joue le soir au théâtre La Mort de César.
Henri van der Noot s'est autoproclamé agent plénipotentiaire du peuple brabançon. Par la suite, la presse commence à brocarder le Duc des Provinces Belgiques et sa Duchesse. L'influence néfaste qui est accordée à Jeanne sur la politique menée par Henri van der Noot jugée trop autoritariste font du couple la cible de pamphlets et quolibets. On les accuse de vouloir conduire le peuple au fond du gouffre.

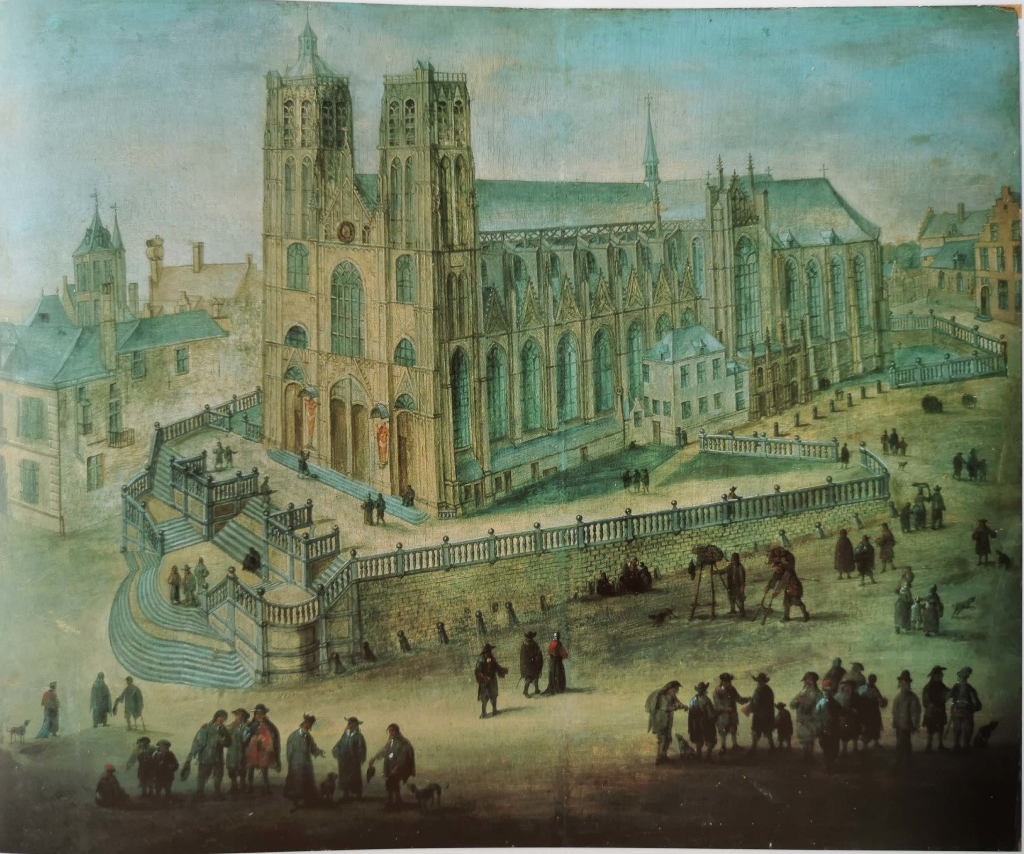
Le parvis de l'église Saint-Michel au XVIII.

Jeanne exerce à ce moment une influence considérable sur Henri van der Noot qui détient alors le pouvoir suprême avec le très influent chanoine Van Eupen. Fin 1790, l'armée impériale ne tarde pas à mener la reconquête des territoires des Pays-Bas autrichiens au nom de l'empereur Léopold II du Saint-Empire dont l'autorité est totalement restaurée en 1791. Jeanne accompagnée de sa fille Marianne est alors contrainte à un second exil à Bréda « où elle vécut, dans la gêne, du talent de sa fille, musicienne accomplie » ainsi qu'à Rotterdam comme en témoignent les annonces de presse qu'elle fit publier. Pour vivre, Jeanne tricote des bourses et Marianne donne des leçons de dessin aux enfants de la bourgeoisie locale.
Les biographes perdent ensuite sa trace en 1793 et tous ignorent le lieu et la date de son décès. Une des dernières mentions la concernant remonte, en effet, au siège de Maestricht par les Français lors duquel, on la dit être au camp du général révolutionnaire français Francisco de Miranda,. Ainsi, l'Historien Frans van Kalken conjecture qu'elle aurait suivi les troupes françaises dans leur retraite précipitée et la suppose à Paris, où elle avait encore quelques vieux amis dans le monde des lettres et des théâtres.
Cependant, l'on sait depuis lors qu'elle est morte à Amsterdam, alors en République batave, le 12 octobre 1805 et une fiche d'état civil amstellodamois atteste de son décès à cette date. Des annonces notariales parues notamment les 21 et 23 janvier 1806 dans le journal Rotterdamse courant, le 19 mai 1807 dans le journal Amsterdamse courant, et le 19 mai 1807 dans le journal Oprechte Haarlemse Courant ont permis de retrouver sa trace avec certitude en la nommant de Bellem. En effet, dans ces annonces, elle est nommée Dame ou mademoiselle Therese ou Theresia Pinaut, veuve de Bellem, et sa succession fut réglée par le bureau du notaire Ts. Janssen, dont l'étude était située à l'Heerengragt à l’angle du Warmoesgracht, à Amsterdam, à qui les héritiers devaient s’adresser avant la fin du mois d’août 1807. Il faut aussi en conclure que sa succession n'était pas complètement déficitaire malgré la gêne dans laquelle elle aurait vécu ses dernières années et même si elle fut inhumée pro deo avec les onvermoogende lijken (les défunts insolvables). Elle fut inhumée au Sint Anthonis Kerkhof d'Amsterdam (cimetière Saint-Antoine), un cimetière qui fut désaffecté au XIXe siècle et qui est aujourd'hui bâti en grande partie. L'acte d'inhumation précise qu'elle habitait au Keyzersgracht over de Westermarkt (ce dernier mot Westermarkt étant abrégé dans l'acte).
Elle avait donc survécu à sa fille Marianne, morte à Amsterdam en 1798, près de sept ans...
Quoi qu'il en fut, « Cette femme célèbre a été exaltée par les uns, traînée dans la fange par les autres. On ne saurait toutefois nier qu'elle n'ait joué un rôle des plus courageux lors des événements de la révolution brabançonne ».

## Les pamphlets de 1790 et 1791
Si l'on sait peu de choses sur la prime-jeunesse de Jeanne Pinaut, la littérature pamphlétaire fourmille de biographies semi-fictives parsemées de détails plus ou moins scandaleux à son encontre. On lira par exemple en commentaire de caricatures assassines que la déconvenue essuyée est le fruit « d'une femelle sans pudeur, d'un chanoine sans foi et d'un avocat sans loi ».
Alexandre-Louis-Bertrand Robineau, dit de Beaunoir qui par flagornerie et opportunisme entendait flatter tant les Vonck que les van der Noot aura la plume la plus acérée à l'encontre de ce dernier et de sa compagne, Jeanne de Bellem, lorsqu'il sera éconduit par le patriote brabançon.
Aujourd'hui encore, certains éléments véhiculés par cette littérature de caniveau sont parvenus à percoler jusque dans leurs biographies. Certains pamphlets, comme Étrennes Aux Amis De La Lappineau paru en 1791 sont particulièrement salaces et graveleux. Il propose ainsi une biographie de Salopine Lappineau. Une multitude de caricatures circulent également à cette époque.

### Les caricatures

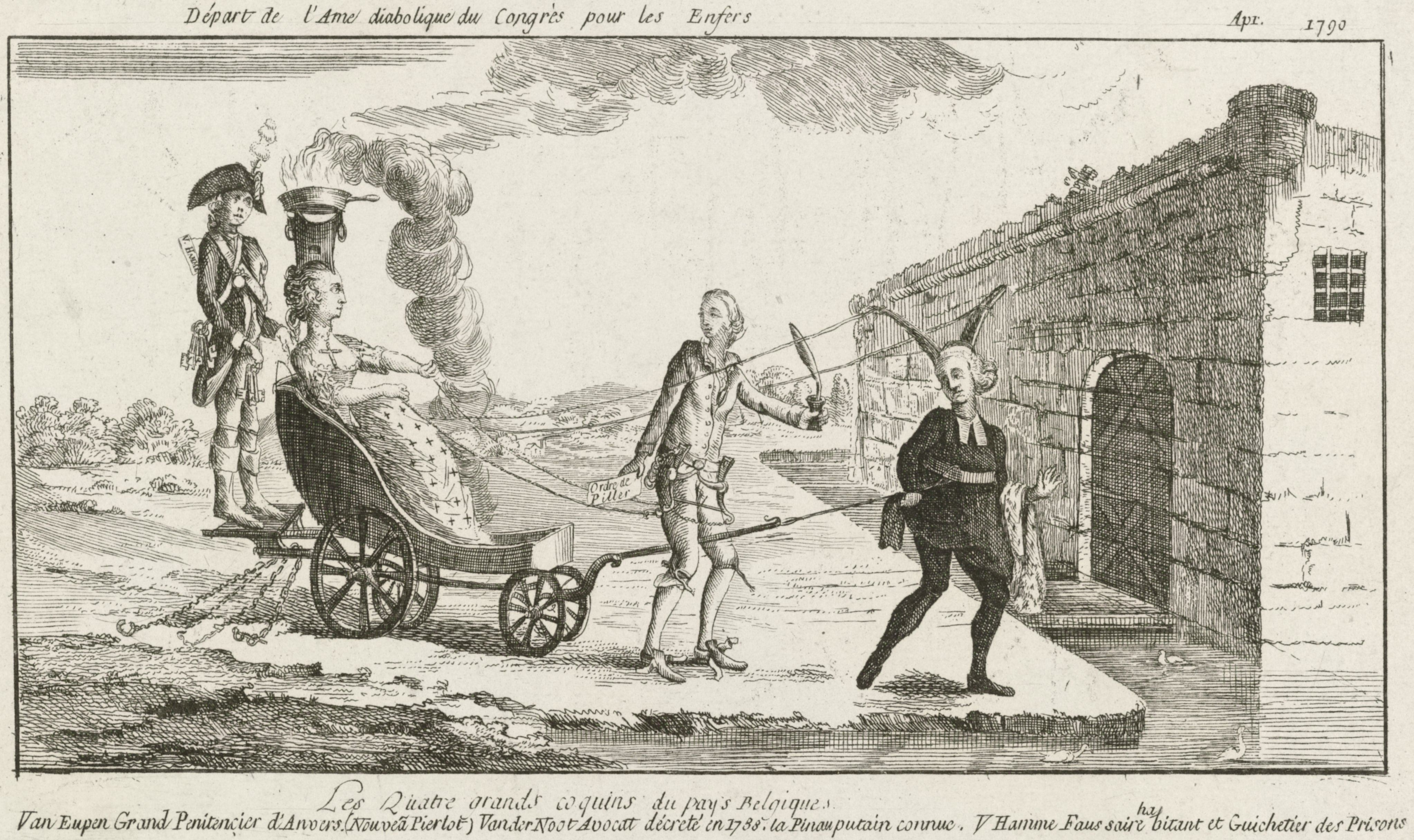
Les quatre grands coquins du Pays Belgique.
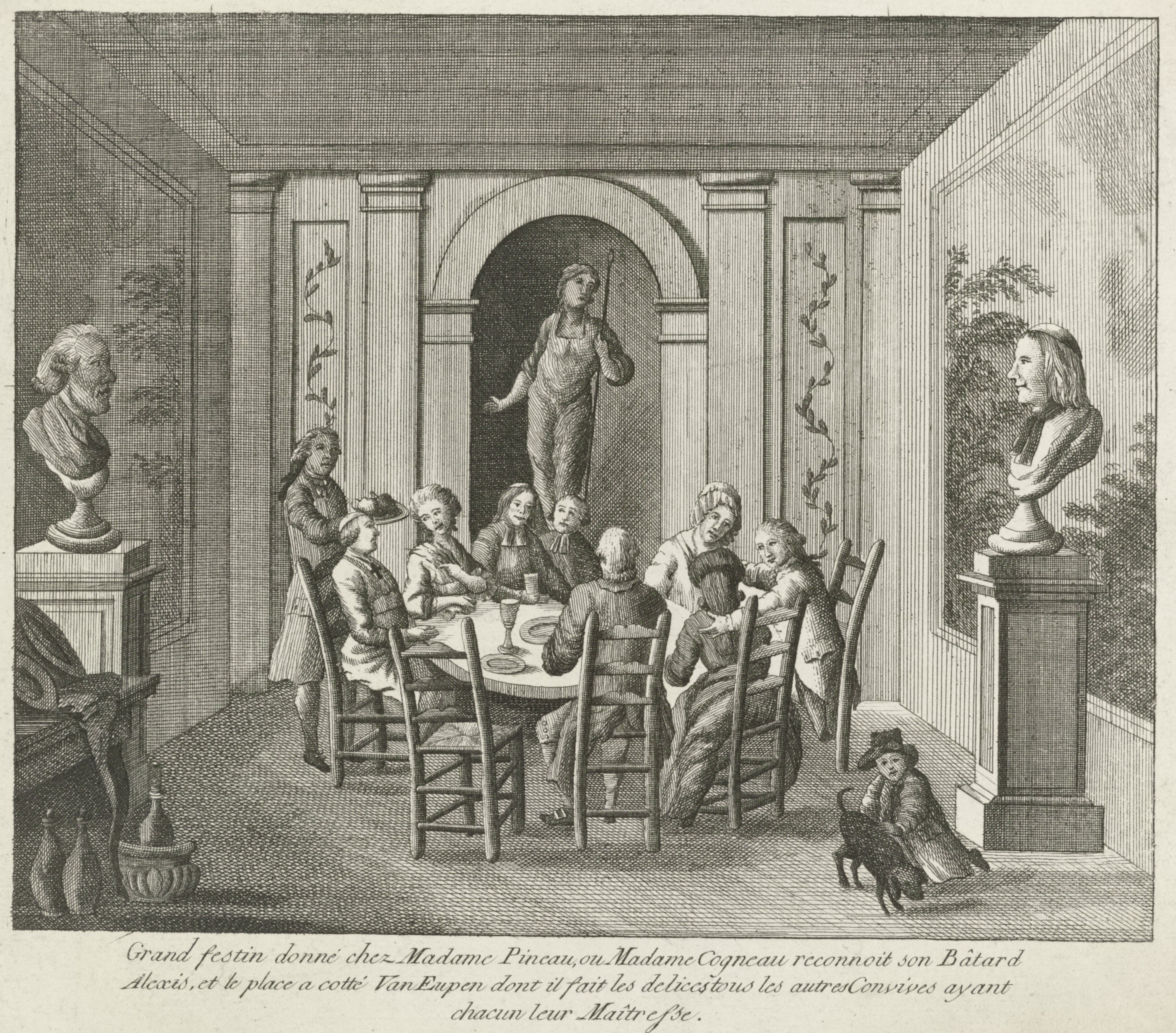
Grand festin donné chez Madame Pineau.
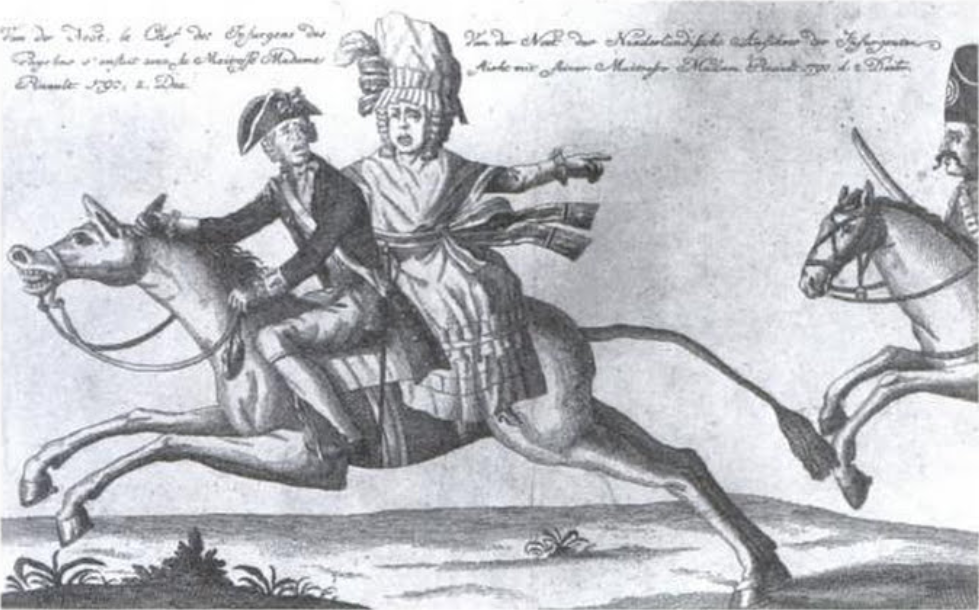
van der Noot et de Bellem en fuite.

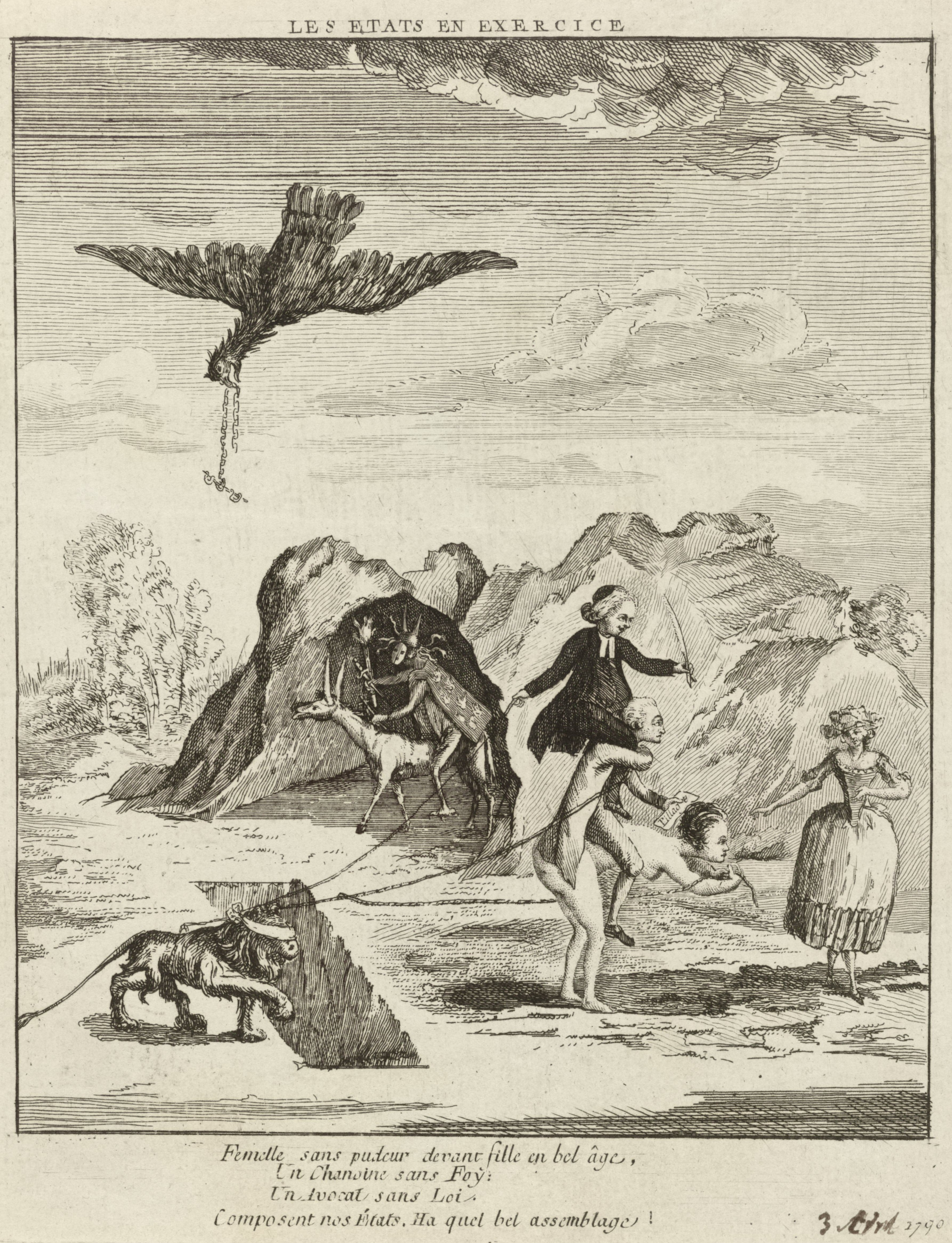
Femelle sans pudeur...
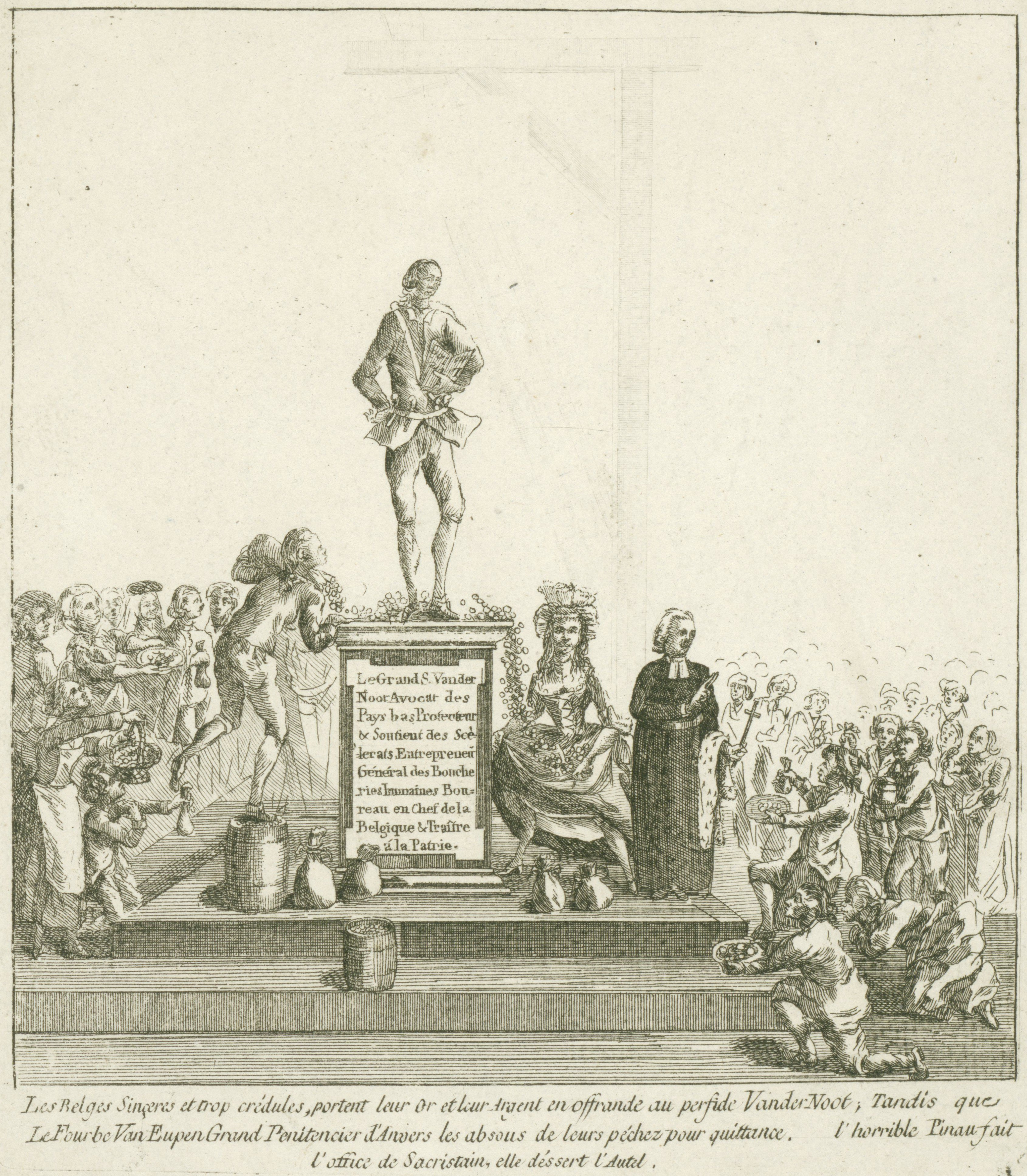
L'horrible Pineau fait office de sacristain.
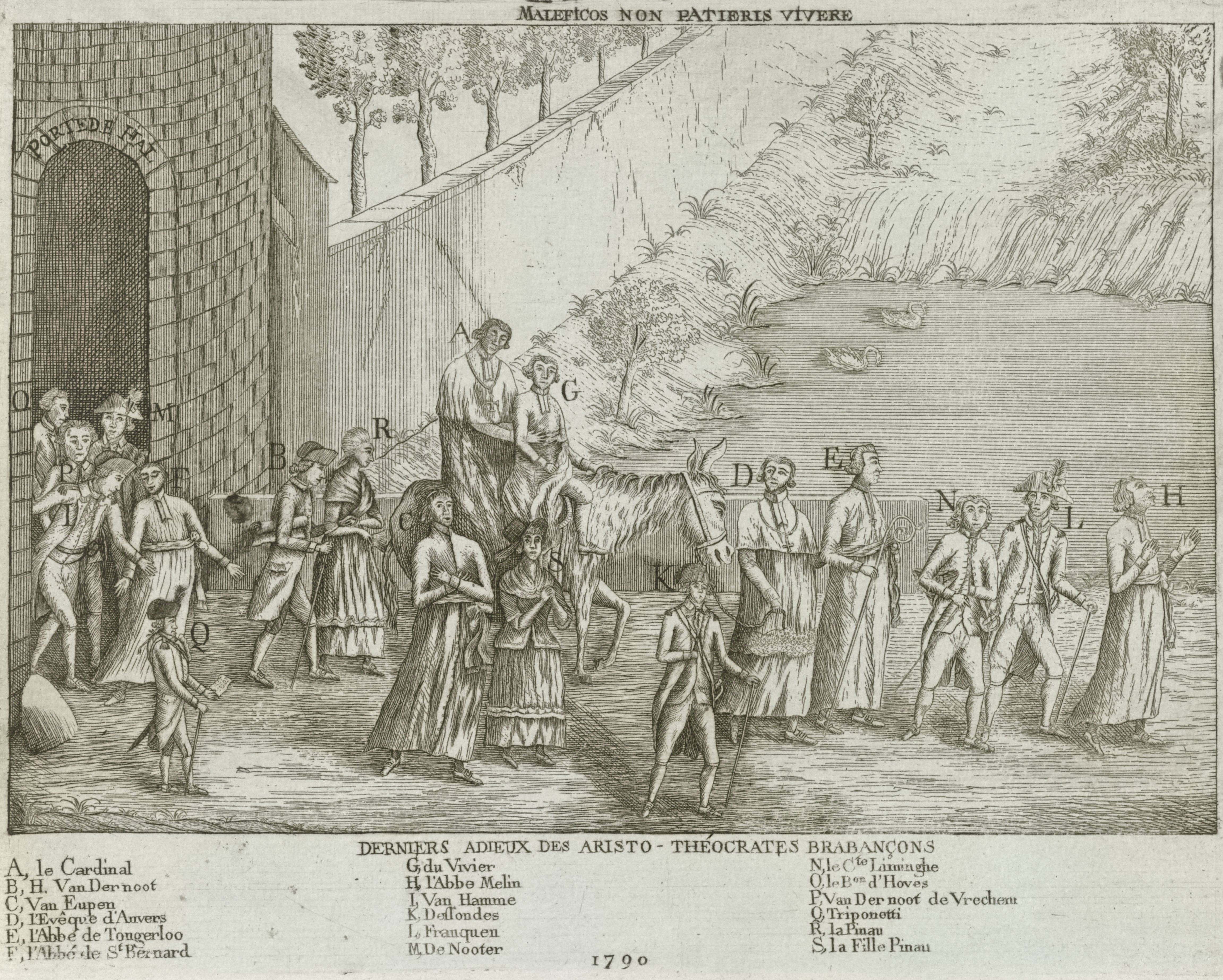
(S) La fille Pineau.

## Archives

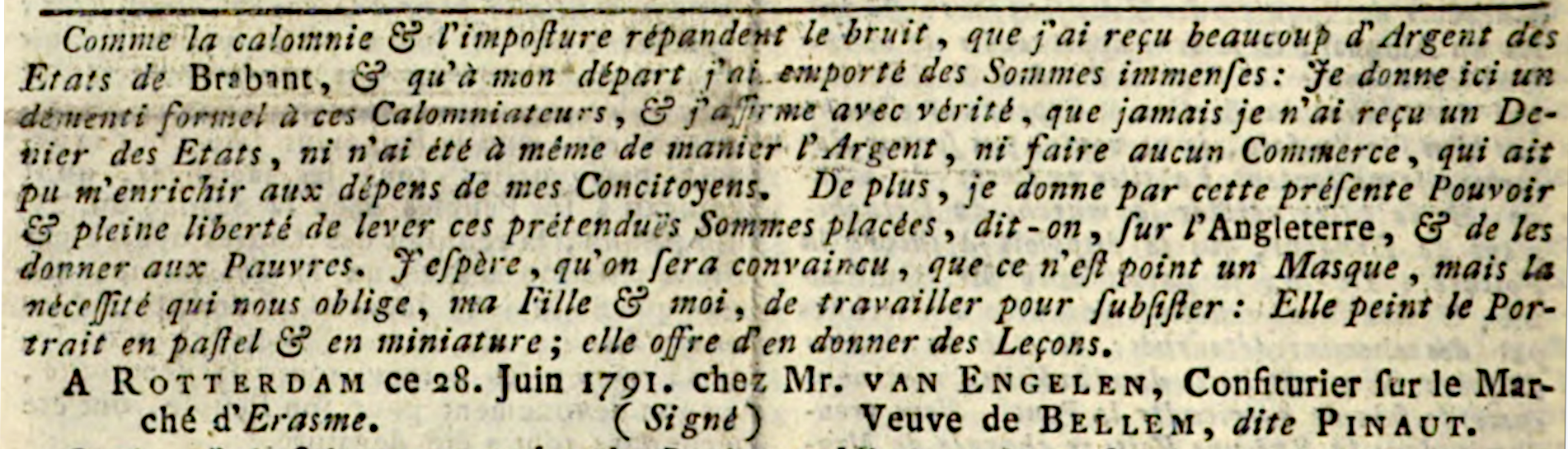
Depuis Rotterdam - Courrier de Jeanne de Bellem adressé à la Gazette de Leyde publiée le 5 juillet 1791 (in Nouvelles extraordinaires de divers endroits - LIII -1791).

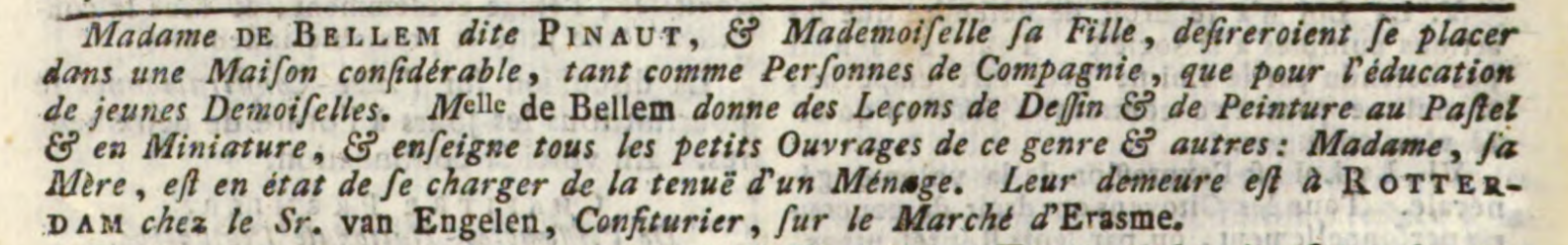
Depuis Rotterdam - Offre de services de Jeanne de Bellem et sa fille Marianne publié par la Gazette de Leyde le 19 août 1791 (in Nouvelles extraordinaires de divers endroits - LXVI -1791).